# Rożkowanie

Rożek na toczku

Rożkowanie – technika zdobienia ceramiki angobami przy pomocy rożka garncarskiego – małego naczynia w kształcie rożka zakończonego otworem, w którym tkwi rurka lub gęsie pióro.
Do naczynia wlewa się szlam angoby, płynna glinka powoli wycieka przez rurkę i w ten sposób maluje się zaplanowany motyw na wyrobie. Najczęściej rożkiem wykonuje się linie poziome, faliste, kropki, rozetki itp..

Rożki różnią się wyglądem i materiałem, z którego są wykonane w zależności od tradycji danego regionu. W Muzeum Ziemi Chełmskiej znajduje się rożek wykonany z plastra gliny z dudką z ptasiego pióra, w skansenie w Kolbuszowej można zobaczyć rożek wykonany z drążonych krowich rogów. 